# Wrocławski Klub Sportowy Śląsk Wrocław Spółka Akcyjna
O Śląsk Wrocław é um clube de futebol polonês da cidade de Wrocław que disputa a Ekstraklasa.

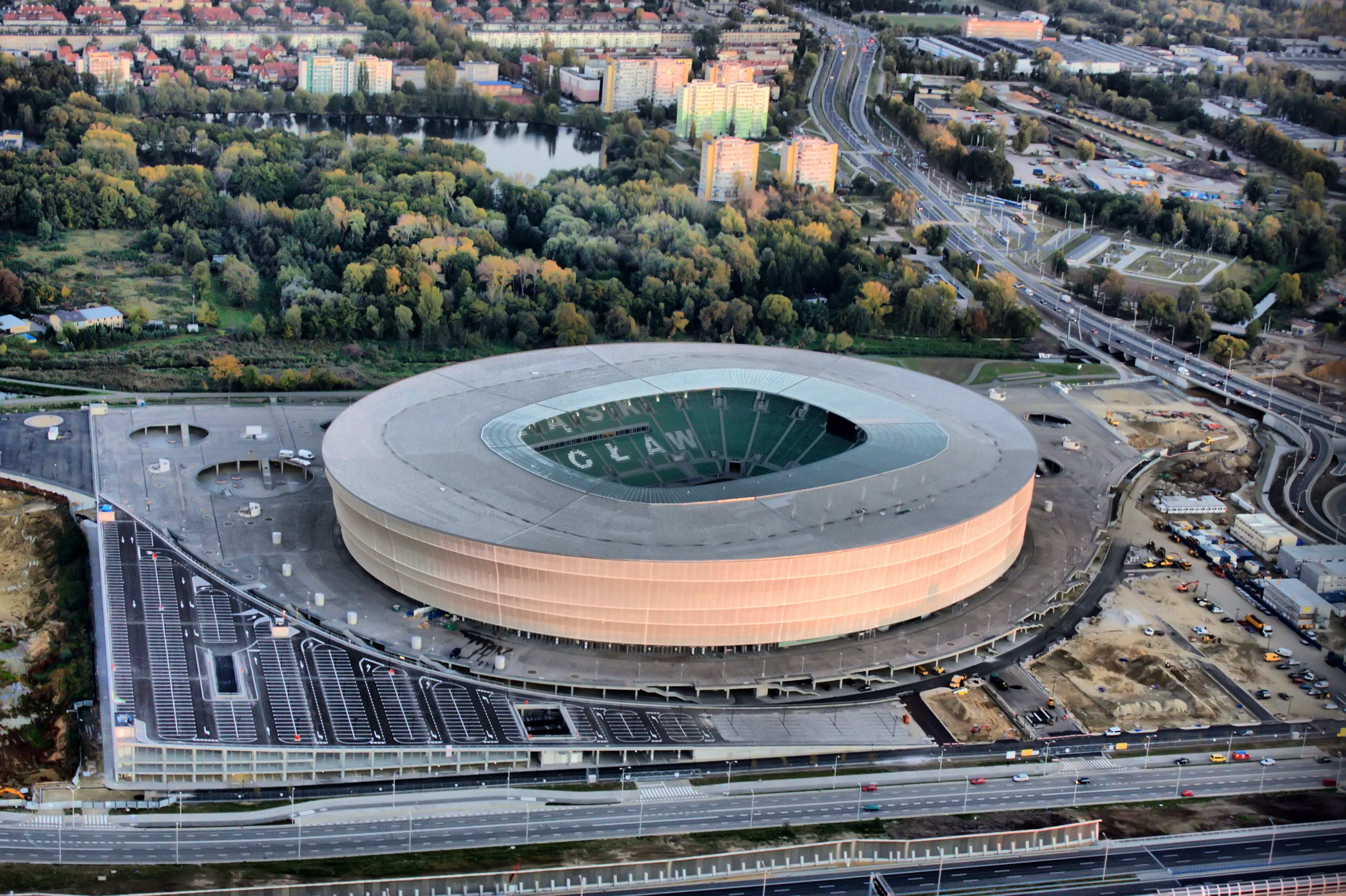
Estádio Municipal de Wroclaw.

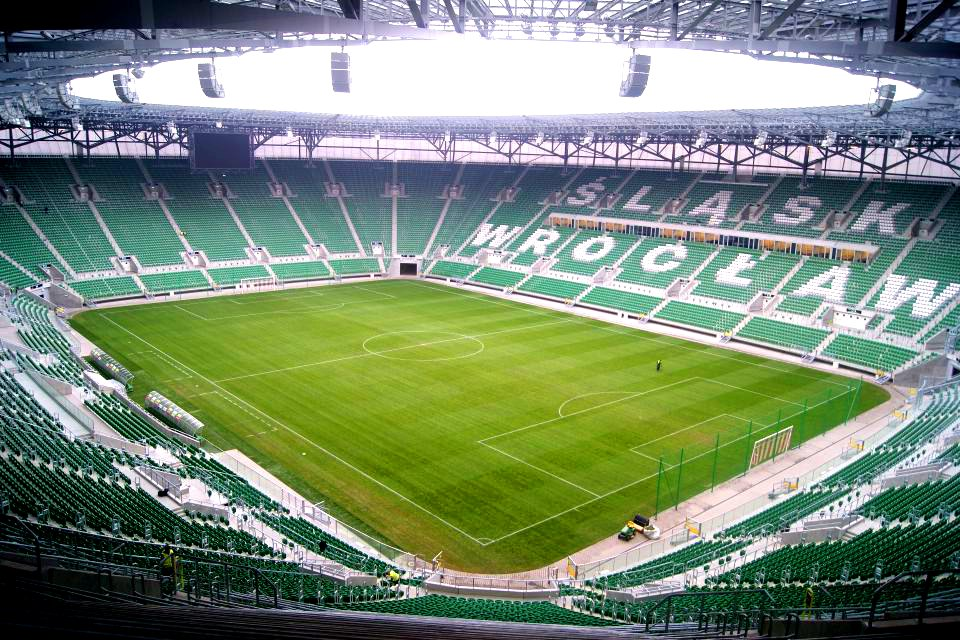
Estádio Municipal de Wroclaw - Interior

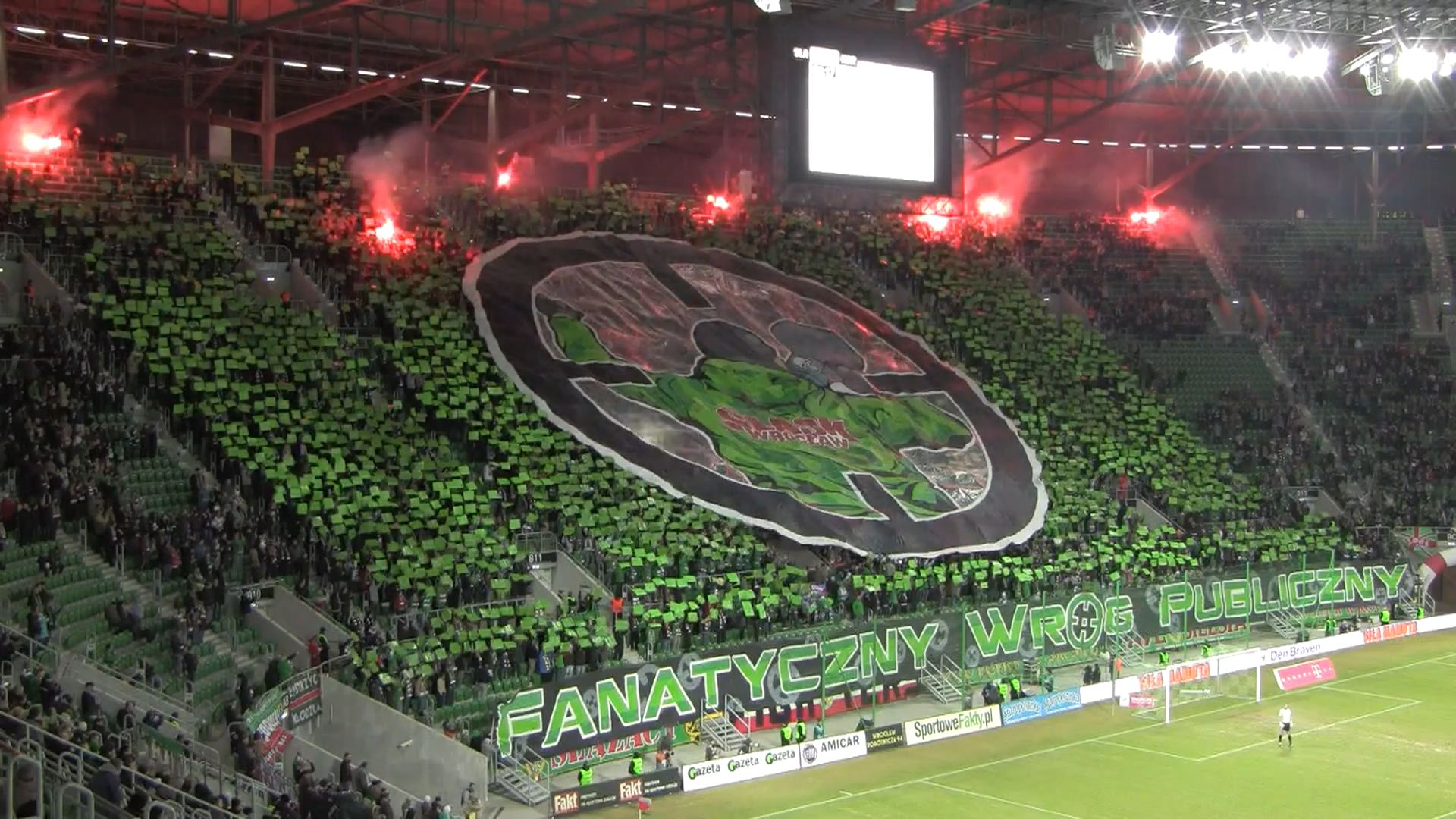
Torcedores do clube

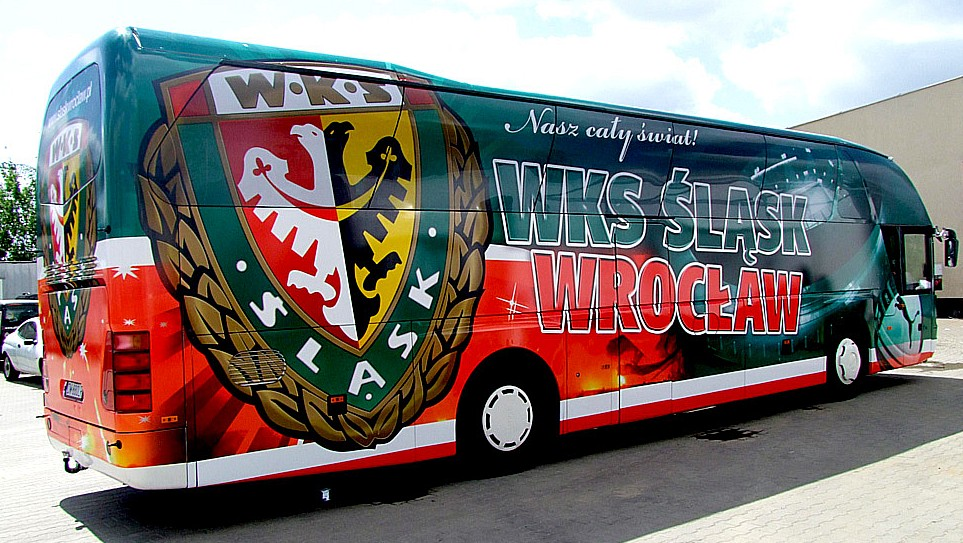
Ônibus do Śląsk Wrocław

## Títulos
- Campeonato Polonês (Ekstraklasa)
  - (2): 1976–77, 2011-12
- Copa da Polônia (Puchar Polski)
  - (2): 1975–1976, 1986–1987
- Supercopa da Polônia (Superpuchar Polski)
  - (2): 1987, 2012
- Copa da Liga Polonesa (Puchar Ekstraklasy)
  - (1): 2009

## Estádio
Manda suas partidas no Estádio Municipal de Wroclaw.

## Elenco
Atualizado em 28 de abril de 2016.

Nota: Bandeiras indicam equipe nacional, conforme definido pelas regras de elegibilidade da FIFA. Os jogadores podem ter mais de uma nacionalidade não-FIFA.
| N.º |            | Posição | Jogador             |
| --- | ---------- | ------- | ------------------- |
| 1   | Polónia    | G       | Mateusz Abramowicz  |
| 2   | Polónia    | D       | Krzysztof Ostrowski |
| 3   | Polónia    | D       | Piotr Celeban       |
| 4   | Inglaterra | M       | Tom Hateley         |
| 6   | Polónia    | M       | Tomasz Hołota       |
| 7   | Eslováquia | M       | Róbert Pich         |
| 8   | Hungria    | M       | András Gosztonyi    |
| 9   | Polónia    | M       | Jacek Kiełb         |
| 10  | Japão      | M       | Ryota Morioka       |
| 11  | Hungria    | A       | Bence Mervó         |
| 12  | Brasil     | D       | Dudu Paraíba        |
| 14  | Ucrânia    | M       | Ihor Tyschenko      |
| 15  | Chéquia    | M       | Marcel Gecov        |
| 17  | Polónia    | D       | Mariusz Pawelec     |

| N.º |            | Posição | Jogador                   |
| --- | ---------- | ------- | ------------------------- |
| 18  | Polónia    | A       | Konrad Kaczmarek          |
| 19  | Polónia    | A       | Kamil Biliński            |
| 20  | Polónia    | D       | Adam Kokoszka             |
| 21  | Geórgia    | D       | Lasha Dvali               |
| 22  | Polónia    | G       | Jakub Wrąbel              |
| 23  | Polónia    | D       | Paweł Zieliński           |
| 25  | Polónia    | M       | Michał Bartkowiak         |
| 27  | Polónia    | A       | Mariusz Idzik             |
| 28  | Polónia    | M       | Wiktor Żytek              |
| 29  | Eslováquia | M       | Peter Grajciar            |
| 30  | Polónia    | M       | Kamil Dankowski           |
| 31  | Polónia    | M       | Maciej Pałaszewski        |
| 33  | Polónia    | G       | Mariusz Pawełek (Capitão) |

## Notáveis jogadores
- Bartosz Broniszewski
- Piotr Celeban
- Rafał Gikiewicz
- Zygmunt Kalinowski
- Przemysław Kaźmierczak
- Adam Kokoszka
- Tomasz Kuszczak
- Adam Matysek
- Sebastian Mila
- Krzysztof Ostrowski
- Andrzej Rudy
- Janusz Sybis
- Grzegorz Szamotulski
- Ryszard Tarasiewicz
- Jan Tomaszewski
- Marcin Wasilewski
- Roman Wójcicki
- Władysław Żmuda
- Marco Paixão
- Flávio Paixão
- Dalibor Stevanovič
- Johan Voskamp

## Uniformes

### 1º Uniforme
| 2020–2021 | 2019–2020 | 2018–2019 | 2017–2018 | 2016–2017 | 2015–2016 | 2014–2015 | 2013–2014 | 2012–2013 | 2011–2012 |

| 2010–2011 |

### 2º Uniforme
|  |  |  |  |  |  |  |  |  |  |  |  |  |  |  |  |  |  |  |  |  |  |  |  |  |  | 2019–2020 | 2018–2019 | 2017–2018 | 2016–2017 | 2015–2016 | 2014–2015 | 2013–2014 | 2012–2013 | 2011–2012 |

| 2010–2011 |